# Jaroslav Skobla

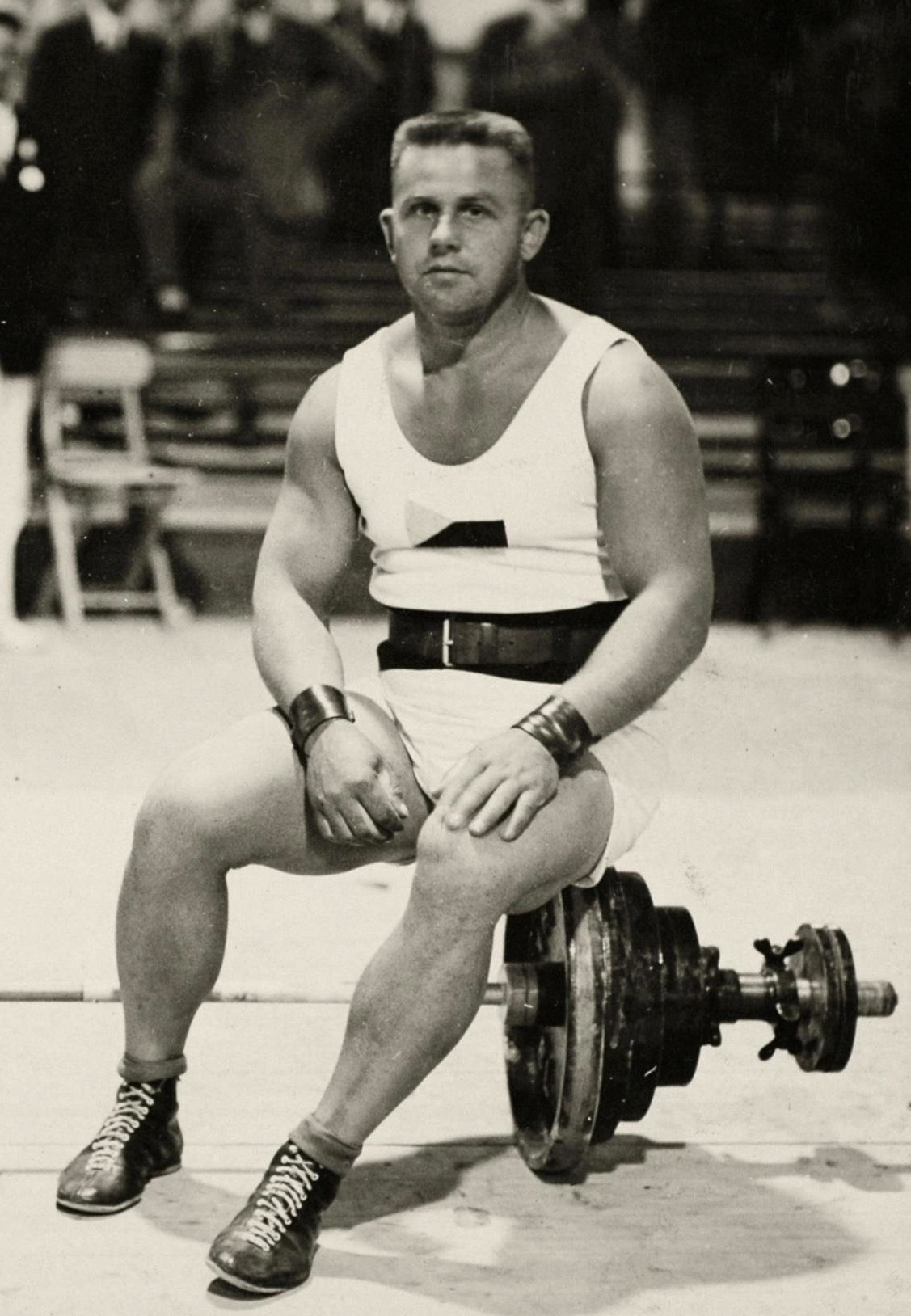
Jaroslav Skobla bei den Olympischen Spielen 1928

Jaroslav Skobla (* 16. April 1899 in Prag; † 22. November 1959 in Teplice nad Bečvou) war ein tschechoslowakischer Gewichtheber und Olympiasieger.

## Werdegang
Skobla begann 1921 mit dem Gewichtheben. Er war Angehöriger des Sportvereins Polizei SV Prag. Schon 1923 startete er bei den Weltmeisterschaften in Wien, die allerdings schwach besetzt waren und gewann den Titel im Halbschwergewicht. Er war auch bei den Olympischen Spielen 1924 in Paris am Start. 1925 bis 1927 fanden keine internationalen Meisterschaften statt. Er war deshalb erst wieder bei den Olympischen Spielen 1928 in Amsterdam am Start. Mit dem Goldmedaillengewinn bei seiner dritten Olympiateilnahme 1932 in Los Angeles gelang ihm der größte Sieg seiner Laufbahn. Danach startete er nur mehr bei kleineren Meisterschaften.
Große Freude hatte Jaroslav Skobla an seinem Sohn Jíři Skobla, denn dieser wurde 1954 Europameister und 1956 bei den Olympischen Spielen in Melbourne Bronzemedaillengewinner im Kugelstoßen.

## Internationale Erfolge
| Jahr | Platz  | Wettbewerb                                                     | Wettkampfart | Gewichtsklasse | Ergebnisse |
| 1922 | 1.     | Internationale Meisterschaft der Tschechoslowakei in Raudnitz  | DK           | Halbschwer     | mit 272,5 kg (72,5-85-115) |
| 1923 | 2.     | Internationale Meisterschaft von Böhmen und Mähren in Brünn    | FK           | Schwer         | mit 465 kg, hinter Franz Aigner, Österreich, 515 kg                                                                                                 |
| 1923 | 1.     | WM in Wien                                                     | VK           | Halbschwer     | mit 387,5 kg 80-92,5-90-125), vor Sebastian Haberl, Österreich, 370 kg, August Böhnel, Österreich, 370 kg und Heinrich Lang, Deutschland, 365 kg    |
| 1924 | 8.     | OS in Paris                                                    | FK           | Halbschwer     | mit 470 kg, Sieger: Charles Rigoulot, Frankreich, 502,5 kg, vor Fritz Hünenberger, Schweiz, 490 kg                                                  |
| 1925 | 1.     | Internationale Meisterschaft der Tschechoslowakei in Prag      | FK           | Schwer         | mit 500 kg (80-90-100-95-135), vor Karl Rieß, 462,5 kg und Gustav Becker, 455 kg, beide Österreich                                                  |
| 1926 | 2.     | Städtekampf Wien gegen Prag                                    | FK           | Schwer         | mit 545 kg (90-100-110-100-145), hinter Rudolf Schilberg, 550 kg (75-102,5-110-125-137,5)                                                           |
| 1927 | 1.     | Internationale Meisterschaft der Tschechoslowakei in Brünn     | OD           | Schwer         | mit 345 kg (100-105-1409 |
| 1928 | Bronze | OS in Amsterdam                                                | OD           | Schwer         | mit 357,5 kg (100-107,5-150), hinter Josef Straßberger, Deutschland, 372,5 kg (122,5-107,5-142,5) und Arnold Luhaäär, Estland, 360 kg (100-110-150) |
| 1928 | 1.     | Internationale Meisterschaft der Tschechoslowakei in Warnsdorf | OD           | Schwer         | mit 360 kg, vor Vaclav Psenicka, Tschechoslowakei, 342,5 kg und Stropek, Österreich, 300 kg                                                         |
| 1929 | 3.     | EM in Wien                                                     | OD           | Schwer         | mit 350 kg, hinter Josef Straßberger, 372,5 kg und Rudolf Schilberg, Österreich, 360 kg                                                             |
| 1929 | 1.     | Internationale Meisterschaft der Tschechoslowakei in Preßburg  | OD           | Schwer         | mit 335 kg vor Veigl, Österreich, 300 kg u. Stropek, Österreich, 285 kg                                                                             |
| 1929 | 2.     | Internationale Meisterschaft von Mähren und Schlesien in Zlin  | OD           | Schwer         | mit 345 kg, hinter Rudolf Schilberg, 350 kg |
| 1930 | 4.     | EM in München                                                  | OD           | Schwer         | mit 355 kg, hinter Sayed Nosseir, Ägypten, 375 kg, Schilberg, 370 kg und Straßberger, 370 kg                                                        |
| 1931 | 5.     | EM in Luxemburg                                                | OD           | Schwer         | mit 360 kg, hinter Nosseir, 395 kg, Nikolaus Ries, Deutschland, 367,5 kg, Straßberger, 365 kg und Václav Pšenička, Tschechoslowakei, 362,5 kg       |
| 1931 | 1.     | Internationale Meisterschaft der Tschechoslowakei in Raudnitz  | OD           | Schwer         | mit 365 kg |
| 1932 | Gold   | OS in Los Angeles                                              | OD           | Schwer         | mit 380 kg, vor Pšenička, 377,5 kg und Straßberger, 377,5 kg                                                                                        |
| 1934 | 1.     | Internationale Meisterschaft der Tschechoslowakei in Prag      | FK           | Schwer         | mit 500 kg |

## Nationale Erfolge
Skobla wurde oftmaliger Meister der Tschechoslowakei im Halbschwer- und Schwergewicht
Erläuterungen
- OS = Olympische Spiele, WM = Weltmeisterschaft, EM = Europameisterschaft
- DK = Dreikampf, bestehend aus einarmigem Reißen, einarmigem Stoßen und beidarmigem Stoßen
- OD = olympischer Dreikampf, bestehend aus beidarmigem Drücken, Reißen und Stoßen
- VK = Vierkampf, bestehend aus einarmigem Reißen, einarmigem Stoßen, beidarmigem Drücken und beidarmigem Stoßen
- FK = Fünfkampf, bestehend aus einarmigem Reißen, einarmigem Stoßen, beidarmigem Drücken, beidarmigem Reißen und beidarmigem Stoßen
- Halbschwergewicht, damals bis 82,5 kg, Schwergewicht über 82,5 kg Körpergewicht